# Cantón de Excideuil
El cantón de Excideuil era una división administrativa francesa, que estaba situada en el departamento de Dordoña y la región de Aquitania.

## Composición
El cantón estaba formado por catorce comunas:
- Anlhiac
- Clermont-d'Excideuil
- Excideuil
- Génis
- Preyssac-d'Excideuil
- Sainte-Trie
- Saint-Germain-des-Prés
- Saint-Jory-las-Bloux
- Saint-Martial-d'Albarède
- Saint-Médard-d'Excideuil
- Saint-Mesmin
- Saint-Pantaly-d'Excideuil
- Saint-Raphaël
- Salagnac

## Supresión del cantón de Excideuil
En aplicación del Decreto nº 2014-218 de 21 de febrero de 2014, el cantón de Excideuil fue suprimido el 22 de marzo de 2015 y sus 14 comunas pasaron a formar parte; trece del nuevo cantón de Isle-Loue-Auvézère y una del nuevo cantón de Alto Périgord Negro.